# Малик Харис
Малик Харис (нем. Malik Harris; Ландсберг ам Лех, 27. август 1997) је немачки певач. Након победе у националном финалу Немачка 12 поена, наставио је да представља Немачку на Песми Евровизије 2022. године.

## Биографија
Харис је рођен у Ландсбергу на Леху 27. августа 1997. године. Његов отац је Рики Харис, немачко-амерички телевизијски водитељ и глумац из Детроита. Са 13 година, Харис је почео да се бави музиком правећи обраде песама са својом гитаром.

## Каријера
Харис је учествовао на такмичењу Немачка 12 поена да би постао представник Немачке за Песму Евровизије 2022. године. Харис је стигао до последњег круга кастинга одржаног у Берлину у јануару 2022. и најављен је као један од шест финалиста 10. фебруара 2022.
Телевизијско финале је одржано 4. марта 2022. године. Харис је победио у финалу са 23 поена разлике и добио прилику да представља Немачку на Евровизији.

## Дискографија

### Албуми
- Anonymous Colonist (2021)

### ЕП
- Like That Again (2019)

### Синглови
- "Say the Name" (2018)
- "Welcome to the Rumble" (2019)
- "Like That Again" (2019)
- "Home" (2019)
- "Crawling" (2020)
- "Faith" (2020)
- "When We've Arrived" (2020)
- "Bangin' on My Drum" (2021)
- "Dance" (2021)
- "Time for Wonder" (2021)
- "Rockstars" (2022)